# Samia Hireche
Samia Hireche, née le 26 août 1976, est une rameuse franco-algérienne, évoluant en compétitions internationales sous les couleurs de l'Algérie. 

## Carrière
Samia Hireche se classe 17e des épreuves de skiff aux Jeux olympiques de 1996 à Atlanta et de 2000 à Sydney. Elle remporte aux Championnats d'Afrique d'aviron en 2000 à Pretoria la médaille d'argent en skiff.

## Famille
Elle est la sœur aînée du joueur de rugby à XV Saïd Hireche.